# Hans Caninenberg
Hans Caninenberg (15 de enero de 1913 - 29 de junio de 2008) fue un actor teatral, cinematográfico y televisivo, además de escritor, de nacionalidad alemana.

## Biografía
Nacido en Duisburgo, Alemania, Caninenberg estudió en los primeros años 1930 en la Folkwang Universität der Künste de Essen y, tras graduarse, actuó por vez primera en teatros de Krefeld, Gießen y Wuppertal. Tras servir durante la Segunda Guerra Mundial, hubo de cumplir cautiverio, y en 1945 retomó su carrera artística. De vuelta en Wuppertal, colaboró en la reconstrucción teatral, y en 1948 fue a trabajar a la Ópera Estatal de Stuttgart. En 1953 fue contratado por el prestigioso actor y director Hans Schweikart para actuar en el Teatro de Cámara de Múnich, pero pronto se trasladó a Düsseldorf. Boleslaw Barlog contó con él para actuar en el Staatlichen Berliner Bühnen, y en Fráncfort del Meno actuó junto a Lola Müthel, con la que se casó en 1958. 
A partir de los años 1960 actuó con mayor frecuencia para la televisión, y se trasladó con su familia a Múnich. Junto a su esposa trabajó en el Residenztheater de esa ciudad. Para la televisión apareció en series criminales como Derrick y Der Alte. A nivel internacional uno de sus papeles más conocidos fue el de Lord Guillonk en la serie televisiva Sandokán (1976). En el ámbito televisivo también destaca su participación en 1990 en un episodio de la serie Das Traumschiff.
Además de la televisión, Caninenberg frecuentó la radio, medio en el cual pudo oírse su inconfundible voz en numerosas emisiones radiofónicas teatrales.
También escritor, Caninenberg escribió obras de teatro y ensayos, además de la publicación en 1988 de su novela autobiográfica Mein unvergessener Traum.
Hans Caninenberg falleció en Gräfelfing, Alemania, en 2008.

## Filmografía
- 1952: Oh, du lieber Fridolin
- 1955: Oberarzt Dr. Solm
- 1955: Hotel Adlon
- 1957: Kolportage
- 1961: Hamlet, Prinz von Dänemark
- 1962: Warten auf Dodo
- 1963: Candida
- 1963: Zweierlei Maß
- 1963: Ein Mann im schönsten Alter
- 1964: Stunden der Angst
- 1965: Der seidene Schuh (TV)
- 1965: Wahn oder Der Teufel in Boston
- 1966: Liselotte von der Pfalz
- 1966: Jeanne oder Die Lerche
- 1966: Caroline
- 1966: Freiheit im Dezember
- 1967: Freitag muß es sein
- 1967: Die Nibelungen
- 1967: Verräter (TV)
- 1968: Graf Öderland
- 1968: Der Snob
- 1968: Die Benachrichtigung
- 1969: Der zweite Schuß
- 1970: Der Kommissar – Drei Tote reisen nach Wien
- 1971: Der Kommissar – Grauroter Morgen
- 1972: Das Jahrhundert der Chirurgen (TV)
- 1972: Betreten verboten
- 1972: Alarm (TV)
- 1972: Die Untersuchung
- 1973: Giordano Bruno
- 1973: Der Kommissar – Sonderbare Vorfälle im Hause von Professor S.
- 1974: Odessa
- 1975: Revolte im Erziehungshaus
- 1976: Sandokán
- 1976: Der Winter, der ein Sommer war
- 1976: Derrick – Tote Vögel singen nicht
- 1977: Richelieu
- 1977: Der Alte – Zwei Mörder
- 1978: Lady Audleys Geheimnis (TV)
- 1978: Wallenstein
- 1978: Der Alte – Bumerang
- 1979: Gefangen in Frankreich: Theodor Fontane im Krieg 1870/71
- 1979: Der Alte – Teufelsbrut
- 1980: Ritter's Cove (TV)
- 1981: Derrick – Die Stunde der Mörder
- 1982: Feine Gesellschaft – beschränkte Haftung
- 1983: Die Falle
- 1983: Das zerbrochene Haus
- 1983: Derrick – Die kleine Ahrens
- 1983: Diese Drombuschs
- 1984: Kornelia
- 1987: Dies Bildnis ist zum Morden schön
- 1987: Die Schwarzwaldklinik – Spätes Glück
- 1988: The Contract
- 1988: Derrick – Eine Reihe von schönen Tagen
- 1989: Derrick – Kisslers Mörder
- 1994: Der Alte – Litfins Tod
- 1995: Dr. Stefan Frank – Der Arzt, dem die Frauen vertrauen
- 1996: Der Alte – Der Lebensretter
- 1997: Rosamunde Pilcher – Wind der Hoffnung

## Radio (selección)
- 1951: Alkestis, dirección de Cläre Schimmel
- 1958: Maigret und die schrecklichen Kinder (a partir de Georges Simenon), dirección de Cläre Schimmel
- 1959: Das Gasthaus in Aci Cetana, dirección de Willy Purucker
- 1961: Sodom und Gomorrha , dirección de Otto Kurth
- 1963: Mindermann, dirección de Heinz-Günter Stamm
- 1965: El cliente ilustre (a partir de Arthur Conan Doyle), dirección de Heinz-Günter Stamm
- 1966: Helen und Edward und Henry, dirección de: Otto Kurth
- 1968: La casa deshabitada (a partir de Arthur Conan Doyle), dirección de Heinz-Günter Stamm
- 1968: Joel Brand (a partir de Heinar Kipphardt), dirección de Walter Ohm
- 1977: Der Engel mit dem Saitenspiel, dirección de Heinz-Günter Stamm
- 1977: Der Fall Franz Jägerstetter, dirección de Willy Purucker

## Obra literaria (Selección)
- Zwei mal klopfen. Comedia, Leipzig 1941.
- Mein unvergessener Traum. Novela. Langen Müller, Múnich 1988.